# Деметрій Красивий
Деметрій Красивий (дав.-гр. Δημήτριος ὁ Καλός; 285 до н. е.—249 до н. е.) — басилевс Кирени.

## Біографія
Батьком Деметрія Красивого був Деметрій I Поліоркет, а матір'ю — Птолемаїда, дочка Птолемея I Сотера та Еврідіки, дочки Антипатра.
Живучи при дворі свого старшого зведеного брата Антигона II Гоната, Деметрій Красивий одружився з Олімпіадою, що походила зі знатного фессалійського роду. У цьому шлюбі народилося двоє синів, одним з яких був майбутній басилевс Антигон III.
На початку 240-х років до н. е. за рішенням брата Деметрій Красивий покинув Македонію і вирушив у Північну Африку. Приводом для цього стало прохання Апами, вдови померлого киренського басилевса Магаса, яка шукала союзника, здатного гарантувати збереження незалежності Кирени. В кінці свого життя Магас нормалізував раніше ворожі відносини з Єгиптом, і виникла загроза, що після весілля його єдиної дочки Береніки і спадкоємця Птолемея II Філадельфа (майбутнього Птолемея III Евергета) Кирена може бути повернута до складу держави Лагідів. Таким чином, у Антігона Гоната з'явилася можливість через свого близького родича зміцнити вплив в безпосередній близькості від Єгипту, суперника Македонії в боротьбі за вплив в Елладі та басейні Егейського моря.
В Кирені Деметрій Красивий був проголошений басилевсом. Про це свідчать деякі написи, де згадується син Деметрія Антигон Досон, в яких поряд з ім'ям його батька стоїть царський титул. Згідно Євсевію Кесарійскому, Деметрій Красивий багато воював і «всю Лівію захопив.» Навряд чи його ворогами були тільки лівійські кочівники. Швидше за все, у Євсевія малася на увазі війна безпосередньо з єгиптянами.
Однак проти політики Апами, мабуть, виступало колишнє оточення Магаса, поділявше його політичні погляди останніх років і бажавше шукати зближення з Лагідами, а не ворогувати з ними. Їм співчувала і дружина Деметрія Береніка. Юстин писав, що Деметрій став гордовито вести щодо війська і намагався найбільше сподобатися своїй тещі. У результаті виникла змова, і Деметрій був убитий. Згідно з античною традицією це відбулося за найактивнішої участі Береніки, «подвиг» якої згодом був оспіваний знаменитим поетом Каллімахом в поемі «Локон Береніки».
Пізніше відбувся шлюб Птолемея III і Береніки, Кирена була повернута до складу держави Лагідів.